# Lemnos

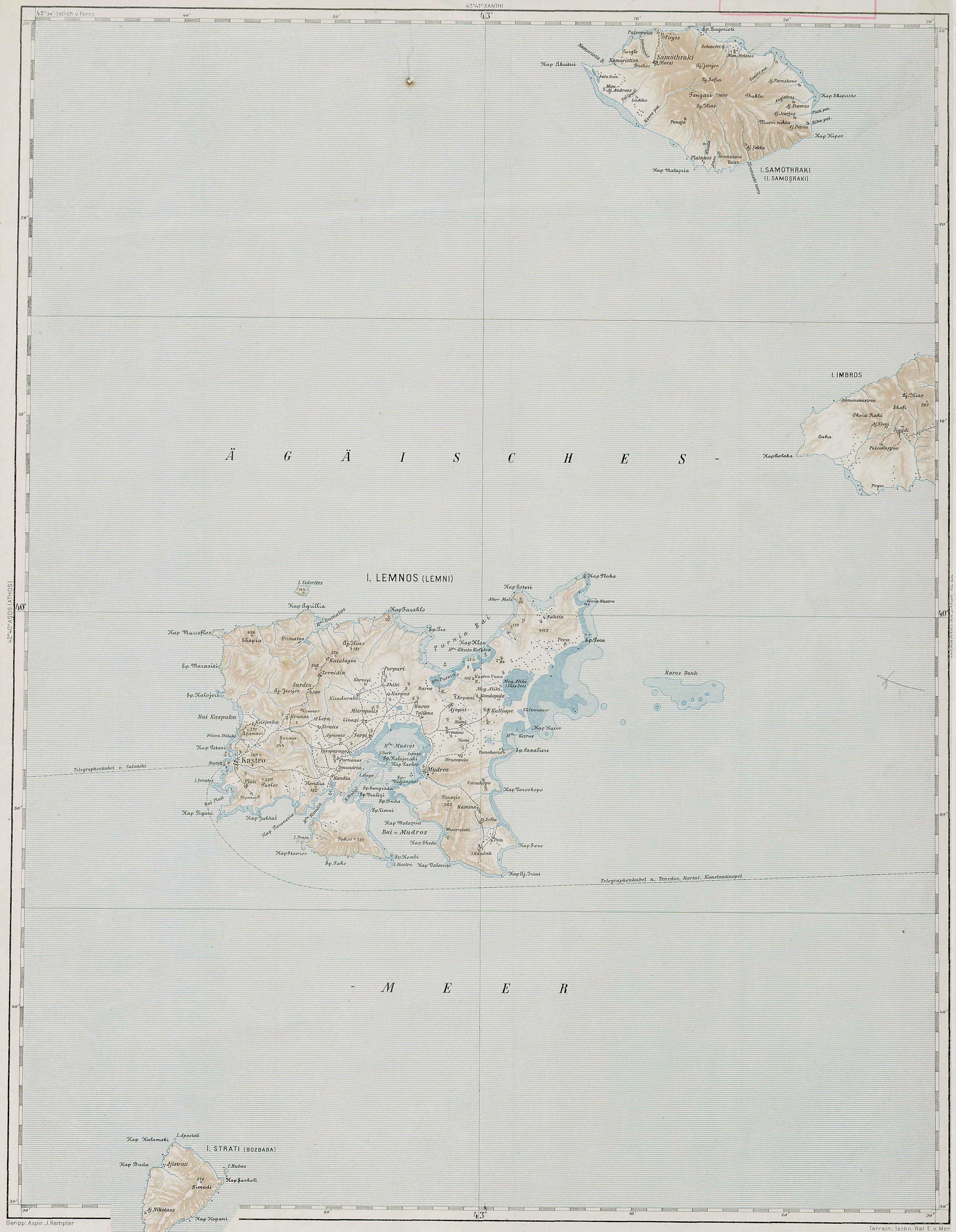
Mapa de l'illa

Lemnos (grec: Λήμνος) és una illa grega situada al nord de la mar Egea, al sud-oest d'Imbros i nord-oest de Lesbos. És part de la perifèria de l'Egeu Septentrional, amb capital a Lesbos, i forma una unitat perifèrica juntament amb l'illa d'Àgios Efstràtios. Anteriorment formava part de la prefectura de Lesbos.

## Superfície i població
La seva superfície és de 476 km². La capital és Mirina, a la costa oest, abans anomenada Κάστρο (Kastro) en grec i Limni en turc. L'illa està formada per dues parts, i en el centre s'estreny per dues badies: al nord la badia de Porniás, i al sud la badia de Moudros. Les principals poblacions, a més de la capital, són Moudros, Romano i Atsiki, prop de l'istme. La població és de 18.000 habitants.

## Llegenda
Es deia que el seu nom primitiu havia estat Etalea, per la seva naturalesa volcànica, i tal vegada en relació amb la muntanya anomenada Μόσυχλος (Mósykhlos). Segons la llegenda que recull Homer, fou habitada per la tribu tràcia dels sints (que probablement vol dir 'lladres'), i quan els argonautes van desembarcar a l'illa la van trobar habitada només per dones que havien mort els seus homes perquè els havien estat infidels amb dones tràcies; els argonautes i les dones de l'illa van originar els mínies, que foren foragitats pels tirrens pelàsgics fora de l'Àtica. Els pelàsgics, durant un festival, van ser infidels a les seves dones i es van aparellar amb dones de l'Àtica, però després van matar aquestes dones i els fills que havien tingut amb elles; aquesta atrocitat i l'anterior matança de marits van fer sinònim els «fets de Lemnos» d'una atrocitat qualsevol.
Pel que fa a la capital, es deia que devia el nom a l'amàzona Mirina.

## Història

### Antiguitat
Abans de l'arribada dels grecs, Lemnos era poblada per un poble que parlava una llengua germana de l'etrusc, el lemni, testimoniat per l'Estela de Lemnos, trobada el 1885 prop de Kamínia.
Vers el 521 aC o el 513 aC fou conquerida per Òtanes, general de Darios I el Gran. Milcíades la va bestreure als perses vers el 510 aC i es van construir muralles la ciutat principal, que era Hefèstia. A partir de llavors fou sempre possessió atenesa, i va romandre en possessió d'Atenes durant la pau d'Antàlcides quan totes les altres ciutats foren fetes independents. A la meitat del segle iv va passar a mans de Macedònia. Els romans, després de derrotar Filip V de Macedònia, van restituir aquestes illes a Atenes, que havien estat incorporades a Macedònia. Sota els romans, a més de Hefèstia ja existia Mirina. Segons Plini el Vell hi havia un laberint amb 150 columnes. La principal producció de l'illa era l'anomenada terra lèmnia o terra sigillata, que els metges utilitzaven antigament per ferides i picades de serps.

### Edat mitjana
En època romana d'Orient va patir atacs dels pirates de Creta al segle x i dels seljúcides el segle xi. A partir del segle xi els monjos de Mont Atos van anar comprant terrenys a l'illa i ja posseïen un terç de les terres el 1204. Pel mateix temps a la principal ciutat romana d'Orient, Kotsinos, es va establir una colònia comercial veneciana (finals del segle xi) que va obtenir església pròpia el 1136.
El 1207 va passar als Navigajiosi, i el Gran duc de Lemnos, Filocalo Navigajosi, va construir la fortificació veneciana en un turó artificial vers el 1214; els venecians van perdre l'illa el 1276 que va tornar a l'Imperi Romà d'Orient restaurat (Miquel VIII Paleòleg) i fou utilitzada com a lloc de deportació de presoners. El 1387, l'emperador romà d'Orient Joan V Paleòleg en va acordar la cessió al seu net (per la seva mare Maria Paleòloga), el genovès Francesc II Gattiluso de Lesbos, juntament amb Tassos, Imbros i Samotràcia, però Lemnos només en part. Les fonts europees occidentals l'anomenen Stalimene (εἰς τὰν Λῆμνον). El 1419-1420 hi va estar presoner el pretendent otomà Düzme Mustafà. El 1442, els otomans la van assetjar; el governador n'era Constantí Paleòleg, antic dèspota de Morea que fou el darrer emperador romà d'Orient; la seva dona Caterina Gattiluso no va poder suportar els rigors del setge i va morir essent enterrada a l'illa.

### La turcocràcia
Vers el 1452 Dorino I Gattiluso va adquirir la totalitat de l'illa en feu. El 29 de maig de 1453 va caure Constantinoble però els Gattilusio van poder conservar Lesbos, Lemnos i Tasos mercès a l'acció diplomàtica de l'historiador romano-otomà Cristobulos que era jutge a Imbros (Imroz). Lemnos i Tasos li foren reconegudes en feu per Mehmet II, contra un tribut anual de 2325 peces d'or. El 30 de juny de 1455 al morir Dorino I el va succeir el seu fill Domenicco I Gattiluso que va rebre Lesbos, i el seu germà Nicolo II Gattiluso va rebre Lemnos i un tercer germà Francesc III Gattiluso va rebre Tasos. El desembre del 1455 els otomans ocupaven Lesbos i en els mesos següents els habitants de Lemnos van demanar el sultà ser governats directament per aquest i els otomans acceptaven evacuar Lesbos a canvi de Lemnos i Tasos. Nicolo II i Francesc III van haver d'entregar les seves illes i marxar a Lesbos on el primer va acabar enderrocant al seu germà el 1458 en un cop d'estat, amb l'excusa d'una millor defensa contra els otomans, i el va fer matar; això va servir de pretext als otomans per ocupar l'illa de Lesbos el 1462.
Mentre Lemnos va passar als otomans el 1456 (d'aquesta època és el primer kanan-nama d'Imbros, lemnos i Tasos) però el 1457 es va presentar una flota del Papa manada per Ludovic, cardenal Scarampi, que se'n va apoderar. Fou recuperada pels otomans sota l'almirall Khadim Ismail Bey, el 1459. Cristobulos va intervenir altre cop per obtenir un estatut especial per l'illa i va aconseguir que l'illa fos atribuïda (1460), junt amb Imbros i Enos (turc Enez) a l'exdèspota de Morea Demetri Paleòleg, deposat als seus estats, a canvi d'un tribut de 3.000 peces d'or anuals. L'Orde de Santa Maria de Betlem, orde militar per a la lluita contra els turcs, s'hi establí per defensar l'illa.
El 1462 fou ocupada Lesbos, i els habitants devien acollir amb alleujament a les tropes venecianes que van ocupar l'illa el 1464. Del 1470 al 1477 fou governada per Francesco Pasqualingo. El 1478 els otomans la van tornar a assetjar i fou defensada per Maroula, la filla del governador venecià de l'illa. Finalment el 1479 fou retornada als otomans pel tractat de pau i els Cavallers de Santa Maria de Betlem l'abandonaren.
Els otomans l'anomenaren Limni, Limoz o Ilimli. El kapudan pasha Gedik Ahmed Pasha va fer arranjar la fortalesa i va portar grups de turcs. Es va organitzar una administració regular sota un voivoda, un cadi i uns kodjabashks encarregats de la població grega i aviat agregada al sandjak de Gal·lípoli (el sandjak del Kapudan Pasha). Al final del segle xvi era l'única illa junt amb Quios (turc Sakiz) que mantenia una certa prosperitat. Tenia 75 pobles dels quals 3 eren de musulmans turcs.
Va romandre en mans dels turcs però va patir alguns atacs. Els venecians la van ocupar el 1656 però fou recuperada a l'any següent per Topal Mehmed Pasha després d'un setge de Kastro que va durar 63 dies. Amb la destrucció de la flota otomana a Çeshme el 5 de juliol de 1770 per la flota russa de l'almirall comte Alexis Orlov, l'illa fou atacada pels russos però no van aconseguir conquerir la fortalesa i una esquadra otomana els va derrotar a la badia de Moudros i es van retirar. Aquest èxit va valer a Djazairli Hasan Bey els títols de ghazi i de paixà. El 1774 l'autoritat otomana a les diverses illes va quedar restaurada i la política de represàlies va provocar l'hostilitat de la població.
Durant la guerra russo-otomana de 1806-1812 una esquadra de la flota russa manada per l'almirall D. Senyavin va ocupar l'illa (1807). El mateix any el kapudan pasha Seydi Ali Pasha va enfrontar als russos en la batalla de d'Atos a l'oest de Lemnos el 30 de juny de 1807. Els russos van abandonar l'illa. Durant la guerra de la independència de Grècia l'illa no va tenir cap paper. Durant el període de reformes del tanzimat, es va crear (1866) el sandjak de Lemnos dins el wilayat de Djazair-i Bahr-i Sefid amb els kaza de Bozdja-Ada, Imroz i Lemnos (merkez o central) aquest darrer dividit en dues nahiyeler: Bozbaba (illa Strati o Aghios Eustratios) i Moudros. A la capital Kastro (en turc Limni), residia un bisbe ortodox i a l'illa hi havia una petita guarnició i un vaixell del govern estacionat al port. El 1894/1895 tenia 23.499 habitants més 192 residents estrangers (només tres anys abans eren 34.451 habitants). El 5 de desembre de 1905 les potències van ocupar la duana, el telègraf i el castell de l'illa durant la crisi de Macedònia, pressionant a la Porta en favor de reformes.

### Independència
Els grecs la van ocupar a la Primera Guerra dels Balcans, el 19 de maig de 1912, per mitjà d'una flota manada per l'almirall Paul Koundouriotis que va desembarcar 1500 soldats; el dia 20 de maig van derrotar a la petita força local otomana (30 homes); el mutasarrif i els civils musulmans foren deportats i es va establir una base naval grega a Moudros. El tractat de Londres de 30 de maig de 1913 la va confirmar a Grècia. Durant la I Guerra Mundial, Venizelos va cedir l'illa als aliats i una base naval franco-britànica es va establir a Moudros, i d'allí van sortir les forces que van atacar Gal·lípoli. El 30 d'octubre de 1918 el plenipotenciari angles almirall Arthus Calthorpe i l'enviat otomà, ministre de marina Huseyn Rauf (Orbay) van negociar a bord del cuirassat britànic Agammenon, ancorat a Moudros, l'armistici que va posar fi a la guerra.
El 1920 el tractat de Sèvres la va adjudicar a Grècia i al tractat de Lausana de 24 de juliol de 1923 fou confirmada com illa grega junt amb Samotràcia. Les illes d'Imbros (Gökçeada) i Tènedos (Bozcaada) foren reconegudes a Turquia. Les quatre illes van formar part de la zona desmilitaritzada. El 2500 musulmans turcs de Lemnos van sortir de l'illa el 1920 i grecs procedents d'Anatòlia es va instal·lar al seu lloc.

## Excavacions
A la part oriental s'ha excavat una ciutat prop del llogaret de Kaminia, que els arqueòlegs italians han batejat com Poliokhni, que és, probablement, la primera ciutat europea, perquè fou construïda vers el 3000 aC o abans. Un edifici sembla que estava destinat a les reunions dels caps per decidir els afers essencials, que ha estat considerat la primera mostra de democràcia a Europa. També hi ha restes antigues Ifestia i Kavirio a la costa nord-est.